# Chlorocebus aethiops
Chlorocebus aethiops (Гривета) — примат з роду Chlorocebus родини мавпові (Cercopithecidae) з довгими білими пучками волосся з боків лиця.

## Опис
C. aethiops зазвичай близько від 400 до 600 мм в довжину (голови і тіла), з хвостом від 300 до 500 мм. Вага зазвичай знаходиться в межах від 3 до 5 кг. Самці більші за самиць. Мають подовжені бакенбарди. Лице кіптяво-чорне. Лице оточене білим хутром. Хутро на спині має оливковий колір, в той час як черево має біле хутро.

## Поширення
Країни: Джибуті; Еритрея; Ефіопія; Судан. Цей вид присутній в савані, рідколіссі, мозаїці луків та рідколісся, особливо поблизу річок. Це надзвичайно адаптований вид, який може жити в сільських та міських умовах.

## Стиль життя
Сильно залежить від насіння акації, квітів, листя. Також харчується інжиром та іншими плодами дерев. Найбільш активні вранці та раннім вечором. Досить соціальні тварини. Вони подорожують невеликими групами і є одним з небагатьох видів, в групах яких можуть бути кілька дорослих самців. Високопоставлені самці демонструють своє місце в ієрархії, поміщаючи свій хвіст у суворо вертикальному положенні і, прогулюються повз низького рейтингу самців. Хижаки: леопарди, змії, хижі птахи, бабуїни.
Самиці народжують одне дитинча. Середній період вагітності: 162 днів. Дитинчата годуються молоком 6 місяців. Статева зрілість у самиць настає у 3 роки, в самців — у 5 років. Тривалість життя у дикій природі близько 31 року.

## Загрози та охорона
Серйозних загроз нема. Це вид, занесений до Додатка II СІТЕС і класу B Африканської Конвенції про збереження природи і природних ресурсів. Він присутній у ряді охоронних територій.